# Tatiana Niculescu Bran
Tatiana Niculescu Bran est une journaliste et écrivaine roumaine, ancienne reporter pour la BBC, à Londres et en Roumanie.
De décembre 2014 à avril 2015, elle occupe le poste de porte-parole du Président roumain Klaus Iohannis.

## Biographie
Après avoir suivi des études de lettres à l'université de Bucarest, Tatiana Niculescu Bran étudie à l'Institut européen de journalisme de Bruxelles.
Entre 1994 et 2004, elle travaille comme éditrice à la section roumaine de BBC World Service à Londres. Entre 2004 et 2008 elle dirige le bureau BBC World Service de Bucarest.
En 2006, elle publie son premier roman non fictionnel, La Confession de Tanacu (Spovedanie la Tanacu), suivi en 2007 par Le Livre des juges (Cartea judecătorilor).

## Œuvres
- 2006 : Spovedanie la Tanacu, éditions Humanitas[2]

réédité en 2012, aux éditions Polirom en grand format et en édition de poche, dans la collection Top10
- 2007 : Cartea judecătorilor, éditions Humanitas[5]

réédité en 2013, aux éditions Polirom,
- 2011 : Nopțiile patriarhului, roman, éditions Polirom[8]
- 2012 : În țara lui Dumnezeu, roman africain, éditions Polirom[9]
- 2013 : Povestea domniței Marina si a basarabeanului necunoscut, roman, éditions Polirom[10]
- 2015 : Regina Maria. Ultima dorința, éditions Humanitas[11]

### Adaptation au cinéma
- Le scénario du film de Cristian Mungiu, Au-delà des collines, fut construit à partir des deux romans témoignages écrit par Tatiana Niculescu Bran, Spovedanie la Tanacu et Le Livre des juges.
- En compétition au Festival de Cannes en 2012, ce long-métrage fut récompensé par le prix du meilleur scénario tandis que les actrices Cosmina Stratan et Cristina Flutur, interprétant les rôles principaux, reçurent chacune un prix d'interprétation féminine[12].